# Yello
Yello（イエロー）は、大富豪の実業家でギャンブラーでもあるディーター・メイヤーとボリス・ブランクからなるスイスのバンド。
バンド名は、ディーターが発した言葉『a yelled Hello (怒鳴りつけられた、こんにちは)』をもじったもの。
サウンドを手がけるボリスは、10万以上にものぼるオリジナル・サンプリング素材を多用しファンキーで独特なサウンドを構築、エレ・ポップやディスコからジャジーなバラードまで多彩な曲を展開している。

## 余談
1985年に発表した楽曲「Oh Yeah」は、1986年の映画『フェリスはある朝突然に』で使用され印象を残した。その後、映画『摩天楼はバラ色に』（主演はマイケル・J・フォックス）の中で、主人公が大富豪で義理の叔母にもあたる女性のリムジン運転手を務める場面で、密室の車内で色気づいた熟女(義理の叔母)から狙われ、ルームミラー越しで対応に焦る(車内の目隠しパネルのスイッチを両者が上げ下げする攻防や、ドアロックを必死に開けようとするも強制的に後席から閉められてしまうなど、女狼に狙われた子猫を思わせる様な演出がコミカルで面白い)シーンで、挿入曲として効果的に使用された。
『フェリスはある朝突然に』のアメリカでの人気から、Yelloの「Oh Yeah」は1980年代後半の青春映画を連想させる曲として現在まで映画やドラマなどで使用されるようになった。
他にはPlayStation 2のレーシングゲーム『グランツーリスモ4』の中でライセンス試験失格時のBGMとしても使われている。

## メンバー
- ディーター・メイヤー (Dieter Meier) - ボーカル、歌詞
- ボリス・ブランク (Boris Blank) - キーボード、サンプリング、パーカッション、バック・ボーカル

## ディスコグラフィ

### スタジオ・アルバム
- Solid Pleasure (1980年)
- Claro Que Si (1981年)
- You Gotta Say Yes to Another Excess (1983年)
- 『エンジェル・ノー』 - Stella (1985年) ※旧邦題『OH YEAH!』
- 『ワン・セカンド』 - One Second (1987年)
- 『フラッグ〜F1レーサーの悲劇』 - Flag (1988年)
- 『ベイビー』 - Baby (1991年)
- 『ゼブラ』 - Zebra (1994年)
- Pocket Universe (1997年)
- Motion Picture (1999年)
- The Eye (2003年)
- Touch Yello (2009年)
- Toy (2016年)
- Point (2020年)

### ライブ・アルバム
- Live in Berlin (2017年)

### リミックス・アルバム
- 1980–1985 The New Mix in One Go (1986年)
- Bostich (1992年)
- Hands on Yello (1995年)
- Eccentrix Remixes (1999年)

### コンピレーション・アルバム
- 『エッセンシャル・ベスト』 - Essential (1992年)
- Progress and Perfection (2007年) ※アウディ・A5のプロモーション・アルバム
- Yello by Yello (2010年)
- The Key to Perfection (2012年) ※フォルクスワーゲン・ゴルフVIIのプロモーション・アルバム
- 40 Years (2021年)